# ハイランド・パーク銃乱射事件 (2022年)
ハイランド・パーク銃乱射事件（ハイランド・パークじゅうらんしゃじけん）は、2022年7月4日、アメリカ合衆国イリノイ州ハイランドパークで発生した銃乱射事件。

## 概要
2022年7月4日、シカゴ郊外のハイランドパークでは、独立記念日を祝うパレードが行われていた。その最中、男が建物の上から銃を次々と発射。パレードの参加者は、銃の発射音を祭りの花火の音と誤解したため、銃撃をされていることに気がつくのが遅れて被害が拡大した。結果的に男は70発以上を発射し、子供を含む7人が死亡、39人が負傷する惨事となった。
容疑者は女装して逃亡。隣接するウィスコンシン州マディソン市まで車で移動、同市で開かれていた祝賀行事でも銃の乱射を試みたが結果的に断念した。その後、警察により検問を受けて身柄を拘束されている。警察による取り調べの中で、使用された銃は合法的に購入され、許可証が発行されていたことが確認されている。検察は保釈審問で容疑者が犯行を自供したことを公表。第1級殺人7件の罪で訴追した。

## 犯人像
容疑者は21歳の男で、数週間前から攻撃を計画していた。
銃撃事件はユダヤ人が多く住む地区で行われたが、警察当局は犯行動機が反ユダヤ主義や人種差別である証拠はないとしている。
容疑者は高校生の頃からアマチュアのミュージシャン（ラッパー）として活動しており、動画投稿サイトにはいくつかの事件を連想させるメッセージを残していた。
容疑者の父親は、いわゆる地元の名士であり、2019年には市長選挙に立候補していた。